# Pholeutis
Pholeutis is een geslacht van vlinders van de familie sikkelmotten (Oecophoridae), uit de onderfamilie Oecophorinae.

## Soorten
- P. acroprepta Turner, 1947
- P. aprepta Turner, 1947
- P. holoxytha Meyrick, 1915
- P. leucoprepta Turner, 1947
- P. neolecta Meyrick, 1906